# NGC 325
NGC 325 је спирална галаксија у сазвежђу Кит која се налази на NGC листи објеката дубоког неба.
Деклинација објекта је - 5° 6' 45" а ректасцензија 0h 57m 47,9s. Привидна величина (магнитуда) објекта NGC 325 износи 14,8 а фотографска магнитуда 15,5. NGC 325 је још познат и под ознакама MCG -1-3-45, FGC 111, PGC 3454.